# Tiberius Iulius Alexander (Sohn)
Tiberius Iulius Alexander (* um 10 n. Chr.; † nach 70 n. Chr.) war ein einflussreicher romanisierter Jude, der im 1. Jahrhundert n. Chr. lebte. Er war Prokurator von Judäa und Präfekt von Aegyptus und unterstützte den Aufstieg des römischen Kaisers Vespasian.
Sein Vater, der ebenfalls Tiberius Iulius Alexander hieß, stammte aus Alexandria. Der ältere Iulius Alexander war ein Freund Herodes Agrippas I. und spendete für die Ausstattung des Jerusalemer Tempels. Sein Bruder Philon, Onkel des jüngeren Iulius Alexander, gilt als bedeutendster Autor des hellenistischen Judentums. Tiberius Iulius Alexander war während seiner Karriere Epistratege der Thebais sowie Statthalter der Provinzen Judäa (46–48) und Ägypten (66–69). 63 nahm er an Gnaeus Domitius Corbulos Partherfeldzug und an den Verhandlungen mit dem parthischen König Trdat I. teil.
Iulius Alexanders jüngerer Bruder Marcus war mit Agrippas Tochter Berenike verheiratet.

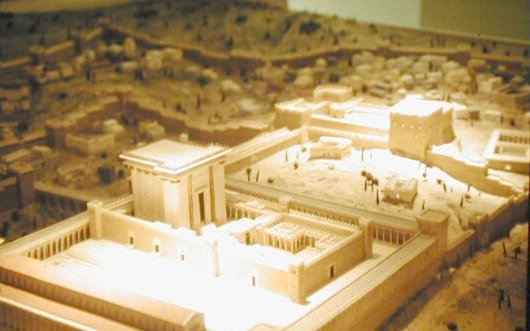
Der 70 n. Chr. gegen den Willen Iulius Alexanders zerstörte Jerusalemer Tempel, Modell im Museumpark Orientalis (Berg en Dal)

Als Präfekt von Ägypten unterstanden ihm die legio III Cyrenaica und die legio XXII Deiotariana, mit deren Hilfe er jüdische Unruhen in Alexandria niederschlug. Im Vierkaiserjahr 68/69 unterstützte er Vespasian, der schließlich siegreich daraus hervorging. Im Jahr 68 erließ er ein Edikt, das sich neben privatrechtlichen Themen, mit Missbrauchstatbeständen des Fiskus auseinandersetzte (siehe Edikt des Tiberius Iulius Alexander). Iulius Alexander vereidigte am 1. Juli 69 seine Soldaten auf Vespasian statt auf den amtierenden Kaiser Vitellius und gab Vespasian so die Gelegenheit, den Kaisertitel anzunehmen. Der von Iulius Alexander organisierte Besuch des neuen Kaisers in Ägypten im November desselben Jahres war ein großer Erfolg, da Vespasian bei der Bevölkerung den Eindruck erwecken konnte, er könne durch Handauflegen Krankheiten heilen.
Als Vespasian und Iulius Alexander im Januar 70 von der Niederlage und dem Tod des Vitellius erfuhren, machte sich Vespasian auf den Weg nach Rom, während Iulius Alexander sich nach Judäa begab, um den Kaisersohn Titus mit seinen Landeskenntnissen und seiner militärischen Erfahrung bei der Beendigung des Jüdischen Krieges zu unterstützen. Als Kommandant zweier Legionen wirkte er auch an der Belagerung Jerusalems mit, die bis in den August andauerte, die Zerstörung des jüdischen Tempels konnte er jedoch nicht verhindern. Möglicherweise war Iulius Alexander einige Jahre später – oder auch bereits während des Jüdischen Krieges – Prätorianerpräfekt, die Quellenlage ist dazu nicht eindeutig. Auch sein Todesjahr ist nicht bekannt.